# Лабойко, Якуб
Якуб Ян Лабойко (пол. Jakub Jan Łabojko; родился 3 октября 1997 года, Тарновске-Гуры, Польша) — польский футболист, полузащитник итальянского футбольного клуба «Тернана».

## Клубная карьера
Якуб Лабойко — воспитанник «Пяста». Не сыграв за клуб ни матча, 28 июля 2016 года перешёл в «Рух (Радзёнкув)». Оттуда он перешёл на правах аренды в «Ракув». За клуб дебютировал в матче 20-го тура против «Белхатува». Свой первый гол забил в ворота «Полонии (Бытом)». Впоследствии был выкуплен «Ракувом» за 10 тысяч евро. Всего за клуб сыграл 46 матчей, где забил 3 мяча.
1 июля 2018 года перешёл в «Шлёнск» за 90 тысяч евро. Первый матч за клуб провёл против «Заглембе (Сосновец)». Свой первый гол за «Шлёнск» забил в ворота «Арки». Всего за клуб сыграл 60 матчей, где забил 3 мяча.
18 сентября 2020 года перешёл в «Брешию» за 600 тысяч евро. Дебют за клуб состоялся 26 сентября в матче против «Асколи». Первый гол за «Брешию» забил в ворота «Порденоне». Из-за ушиба ноги пропустил 37 дней. Всего за «Брешию» отыграл 70 матчей, где забил 1 мяч и отдал 3 голевых передачи.
26 января был отдан в аренду в АЕК из Ларнаки. Свой первый матч отыграл через 3 дня после перехода в клуб против «Этникоса». Всего за АЕК отыграл 7 матчей, где забил гол.
7 августа 2023 года перешёл на правах свободного агента в футбольный клуб «Тернана». Дебют в кубке Италии состоялся 13 августа в матче против «Салернитаны».

## Карьера в сборной
За сборные Польши до 20 лет и 21 года сыграл 6 матчей.